# Приватна жіноча гімназія Дувакіної
Приватна жіноча гімназія А. Д. Дувакиної — об'єкт культурної спадщини регіонального значення. Навчальний заклад розташовувалося в будівлі по вулиці Отаманській, 42 в місті Новочеркаську Ростовської області (Росія). В деяких джерелах значиться як будівля дитячого Олексіївського притулку для дівчаток.

## Історія
Дата відкриття приватної гімназії в залежності від джерела варіюється від 1880 року до 1889 року. Гімназія стала відкритим навчальним закладом, у якому могли навчатися діти середнього класу і інших станів. У 1921 році гімназія стала другою загальнодоступній об'єднаної радянською школою першої та другої ступені. Через деякий час тут розміщувався промислово-економічний, елеваторний і ветеринарний технікум. 
У XXI столітті в будівлі, де колись розташовувалася гімназія, зараз приймає учнів Ростовський інститут перепідготовки кадрів та агробізнесу Міністерства сільського господарства і продовольства Російської Федерації. З 1992 року будинок значиться пам'ятником архітектури і об'єктом культурного значення.

## Опис
Будівництво двоповерхового будинку було завершено трохи раніше, ніж відбулося офіційне відкриття навчального закладу. Будинок був побудований в стилі ампір. Про це свідчить симетричне розміщення вікон, поділ стін за допомогою плоских пілястр. Парадний вхід при проведенні будівництва був зміщений від центральної осі. Раніше на місці виносного ґанку розміщувався навісний парасолька. Фасад будинку відрізнявся строгим декором і раціональністю розміщення елементів. Верхній поверх будинку прикрашає набагато більшу кількість декоративних елементів, ніж нижній поверх.